# Manuscrito 512

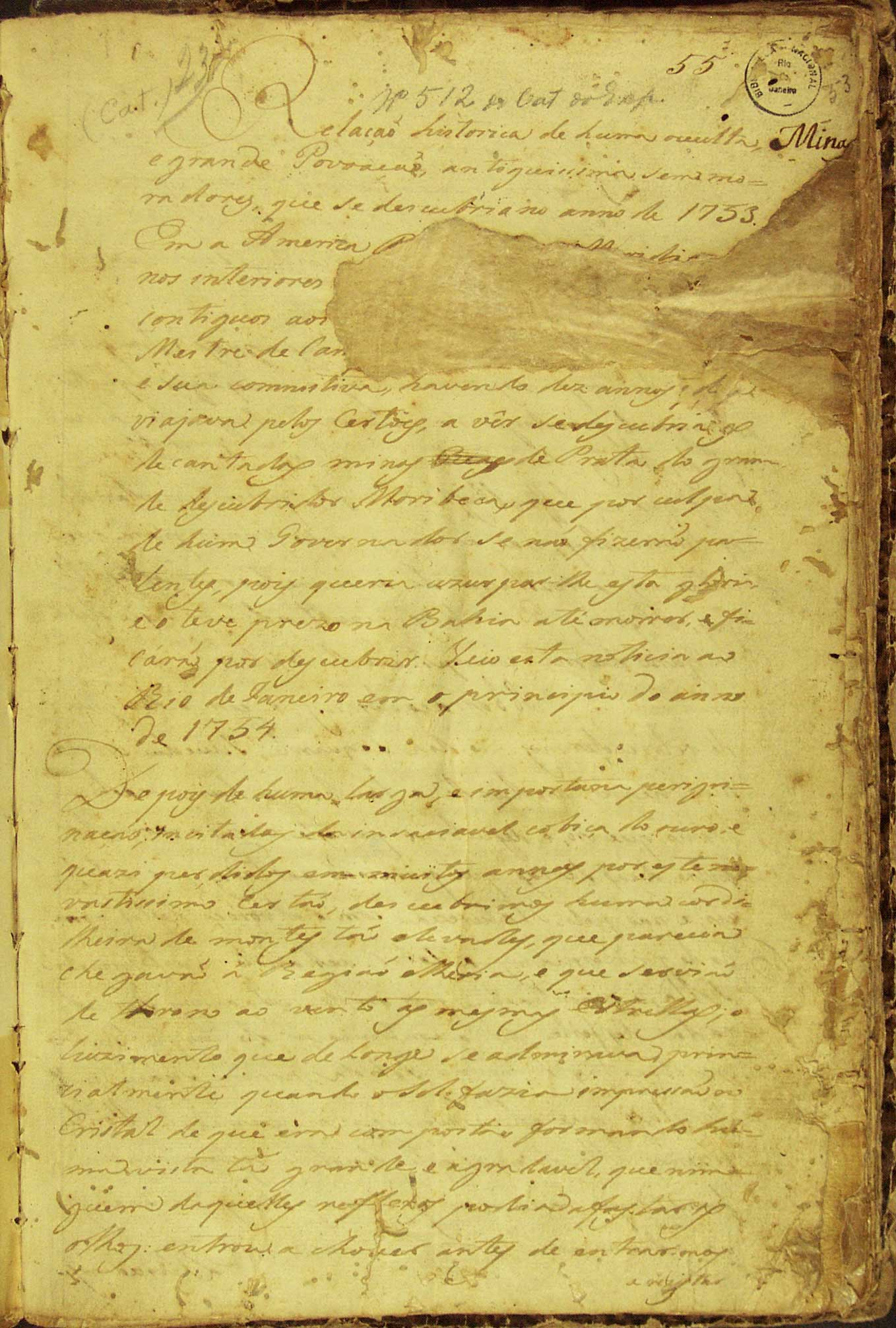
Primeira página do manuscrito

O manuscrito 512, ou documento 512, é um arquivo manuscrito da época do Brasil colonial, de autoria desconhecida e veracidade duvidosa, atualmente guardado no acervo da Biblioteca Nacional do Brasil. Tal documento, de caráter expedicionário, consiste em um relato de um grupo de bandeirantes sobre a descoberta de uma "cidade perdida" na Bahia em 1753.
O historiador Johnni Langer definiu a lenda criada a partir da descoberta do manuscrito como "o mais famoso mito arqueológico brasileiro". O acesso ao relato original é extremamente restrito atualmente, embora uma versão digitalizada dele tenha sido disponibilizada recentemente com a atualização digital da Biblioteca Nacional.

## Descoberta e avaliação
Não obstante a datação do ano de 1753, estima-se que a escritura seja realmente setecentista por determinados aspectos relatados. Seu descobrimento e noção de relevância, contudo, ocorreram apenas em 1839. O documento 512 foi encontrado ao acaso, esquecido no acervo da Real Biblioteca, a atual Biblioteca Nacional.
O manuscrito, muito antigo, e já deteriorado pelo tempo, foi descoberto por Manuel Ferreira Lagos, e posteriormente entregue ao Instituto Histórico e Geográfico Brasileiro (IHGB). Foi nas mãos de um dos fundadores do instituto que a escritura teve seu conteúdo divulgado: após leitura, o cônego Januário da Cunha Barbosa publicou uma cópia integral do manuscrito na Revista do Instituto Histórico e Geográfico Brasileiro, com a adição de um prefácio, no qual esboçava uma teoria de ligação entre o assunto do documento e a saga de Roberio Dias (filho de Belchior Dias Moreia), um homem que fora aprisionado pela coroa portuguesa, por se negar a fazer revelações a respeito de minas de metais preciosos na Bahia.
Em um contexto, no século XIX, de busca da identidade nacional, e valoração dos atributos brasileiros, o documento ganhou um destaque e um enfoque cada vez maiores ao longo dos anos, tanto por parte de aventureiros, como intelectuais, religiosos, e até do próprio imperador Dom Pedro II. O tão investigado relato que faz o documento, e que foi motivo de sua relevância ao longo da história defendido arduamente por muitos, contestado calorosamente por outros, e obsessivamente buscado por alguns: o documento 512 traz o relato do encontro de alguns bandeirantes com as ruínas de uma cidade perdida pertencente a uma civilização desconhecida.
A partir da década de 1870, a veracidade do relato deixou de ser levada a sério por estudiosos acadêmicos, permanecendo objeto de considerável discussão por parte de pesquisadores amadores e pseudocientíficos.

## Resumo
O documento que hoje traz o subtítulo de Relação histórica de uma oculta e grande povoação antiquíssima sem moradores, que se descobriu no ano de 1753, narra o encontro do grupo de bandeirantes com ruínas de uma cidade perdida e desconhecida até então, no interior da Bahia.
O relato da expedição, em sua parte mais conhecida, conta que houve quem avistasse de uma grande montanha brilhante, em consequência da presença de cristais e que atraiu a atenção do grupo, bem como seu pasmo e admiração. Tal montanha frustrou o grupo ao tentar escalá-la, e transpô-la foi possível apenas por acaso, pelo fato de um negro que acompanhava a comitiva ter feito caça a um animal e encontrado na perseguição um caminho pavimentado em pedras que passava por dentro da montanha rumo a um destino ignorado.
Após atingir o topo da montanha de cristal os bandeirantes avistaram uma grande cidade, que a princípio confundiram com alguma povoação já existente da costa brasileira e devidamente colonizada e civilizada, todavia ao inspecioná-la, verificaram uma lista de estranhezas entre ela e o estilo local, além do fato de estar em alguns trechos completamente arruinada, e absoluta e totalmente vazia: seus prédios, muitos deles com mais de um andar jaziam abandonados e sem qualquer vestígio de presença humana, como móveis ou outros artefatos.
A entrada na cidade era possível apenas por meio de somente um caminho, macadamizado, e ornado na entrada com três arcos, o principal e maior ao centro, e dois menores aos lados; o autor do texto expedicionário observa que todos traziam inscrições em uma letra indecifrável no alto, que lhes foi impossível ler dada a altura dos arcos, e menos ainda reconhecer.
O aspecto da cidade narrada no documento 512, mescla caracteres semelhantes aos de civilizações antigas, porém traz ainda outros elementos não identificados ou sem associação; o cronista observa que todas as casas do local semelhavam a apenas uma, por vezes ligadas entre si em uma construção simétrica e uníssona.
Há descrição de diversos ambientes observados pelos bandeirantes, admirados e confusos com seu achado, todos relatados com associações do narrador, tais como: a praça na qual se erguia uma coluna negra e sobre ela uma estátua que apontava o norte, o pórtico da rua que era encimado por uma figura despida da cintura para cima e trazia na cabeça uma coroa de louros, os edifícios imensos que margeavam a praça e traziam em relevo figuras de alguma espécie de corvos e cruzes.
Segundo a narrativa transcrita no documento, próximo a tal praça, haveria ainda um rio que foi seguido pela comitiva e que terminaria em uma cachoeira, que aparentemente teria alguma função semelhante a de um cemitério, posto que estava rodeada de tumbas com diversas inscrições. Encontrada neste local, os homens descrevem o único objeto do relato, uma grande moeda confeccionada em ouro, com o desenho de um rapaz ajoelhado no obverso, e um arco, uma coroa, e uma flecha no reverso.
Entrementes, quando a expedição seguiu adiante e encontrou os rios Paraguaçu e Una, o manuscrito foi confeccionado em forma de carta, com o respectivo relato, e enviado às autoridades no Rio de Janeiro; a identidade dos bandeirantes do grupo aparentemente foi perdida, restando apenas o manuscrito enviado, e a localização da cidade supostamente visitada tornou-se um mistério que viria atrair atenção de renomadas figuras históricas.

## Possível autoria
Analisando-se as bandeiras da época, o historiador Pedro Calmon levantou a hipótese de que o autor do documento seja o mestre-de-campo João da Silva Guimarães. O nome do bandeirante Antônio Lourenço da Costa também é considerado pelo investigador amador Diomário Gervásio de Paula Filho.

## Especulações pseudohistóricas

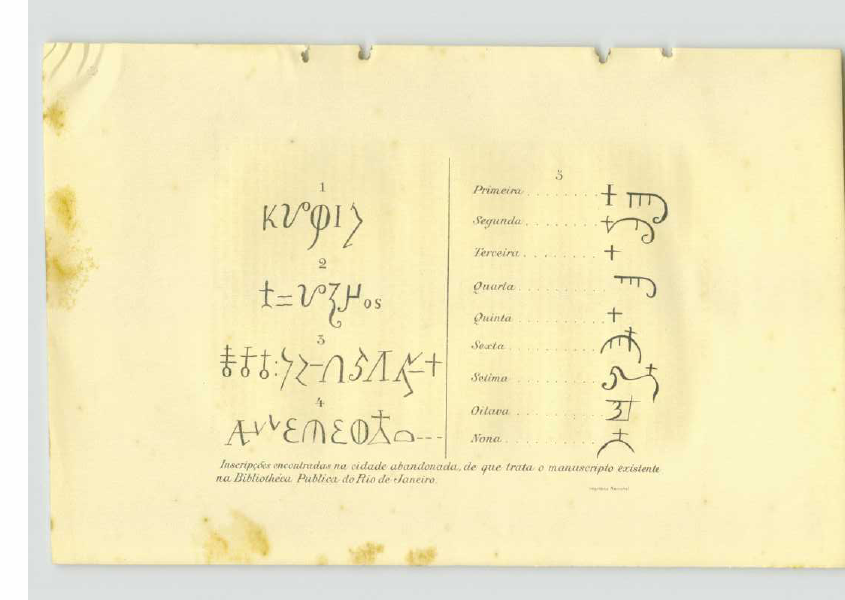
Inscrições do manuscrito 512, como publicadas pelo IHGB.

O consenso historiográfico - estabelecido por historiadores como Calmon, Souza, Langer e Silva que estudaram o manuscrito - concorda que sua interpretação como um resquício de uma civilização perdida deve-se mais aos anseios nacionalistas, políticos e pseudohistóricos. Já Capistrano de Abreu descartava a ingênua interpretação do Cônego Cunha de que a tal povoação de pedra tinha relação com as minas de prata de Muribeca. 
Entretanto, o manuscrito deu base para outras especulações, por exemplo, o escritor de pseudohistória Barry Fell afirmou que as inscrições seriam em grego ptolomaico que, para Fell seria uma forma de egípcio demótico. Fell também afirmou que havia trechos em alfabeto de escorpião, uma escrita que segundo ele teria sido muito usado pelos caldeus nas suas impressões em tesouros escondidos, entre outros usos. Fell "traduziu" os símbolos do Manuscrito 512 como segue:
1. Kuphis -- Ptolomaico corrupto: "Perfumes de Fragrância."
2. Hedysmos -- Ptolomaico corrupto: "Ervas Aromáticas e Temperos."
3. Khrys Phlkioun -- Alfabeto de Scorpio: "Tesouraria de Ouro."
4. Asem Ephedria -- Ptolomaico corrupto: "Casa-guarda para barras de prata não-estampadas".

Os argumentos de Fell foram rejeitos pela academia como sem bases históricas ou científicas.